# Gastone Monaldi
Gastone Monaldi (Passignano sul Trasimeno, 9 giugno 1882 – Sarteano, 1º gennaio 1932) è stato un attore e drammaturgo italiano.
È considerato uno dei maggiori nomi del teatro romanesco primonovecentesco.

## Biografia
Discendente da una nobile famiglia perugina, Gastone fu figlio del marchese Gino, impresario lirico e commentatore delle opere di Verdi, e della ballerina Cesira Presiotti. Appassionato di teatro fin da bambino, nonostante si fosse iscritto alla facoltà di medicina e stesse per conseguire la laurea, sentì il desiderio di abbandonare tutto per potersi dedicare alle scene.
Allievo di Ferruccio Garavaglia, fu nella compagnia di Giacinta Pezzana al tempo in cui si proponeva (1908) di rilanciare il teatro romanesco. Carattere impetuoso e passionale, Gastone seppe portare sulle scene le passioni più violente del popolo romano e incarnarne i sentimenti più profondi: l'onore, l'amore, la gelosia, la vendetta. Riuscì a calarsi perfettamente nella difficile realtà sociale della Roma primonovecentesca, con i suoi bassifondi e la sua malavita, facendo propria la figura del bullo (un bullo non da macchietta, ma di quelli che popolavano la cronaca nera dei giornali dell'epoca), che portò con grande efficacia alla ribalta guadagnandosi un notevole successo popolare.
Si rammentano alcuni dei titoli più importanti: Giggi er bullo (satireggiato dalla nota macchietta petroliniana), I vaschi della buiosa, Nino er boja!, Er più de Trestevere (che ripercorreva le vicende di vita del Tinèa, noto bullo romano), L'Ombra paurosa,  'Na serenata a Ponte, La Trappola, Er pupo da Trastevere, Istruttoria, A lo sbarajo (in collaborazione con Nino Ilari), e ancora Cielo senza stelle, Anime perze, Certificato Penale, La festa del bacio, scritte in collaborazione con Ciprelli, Giustiniani, Ojetti, Smith.

La moglie Fernanda Battiferri nel 1926.

Nel 1908 partecipò alla prima rappresentazione de La nave di D'Annunzio e nel 1909 mise su una sua compagnia detta del "Teatro del Popolo", che giunse in breve "ad alta considerazione da parte della critica del tempo", e di cui, a partire dal 1912, fece parte anche Fernanda Battiferri, che sarebbe diventata sua moglie nell'aprile del 1918. La compagnia si produsse in tutta Italia e anche in America, durante una tournée che riscosse enorme successo, grazie anche alle numerose colonie italiane e al fascino che, nell'epoca dei gangster, i bulli romani (che si facevano un punto d'onore il non utilizzare il cacafòco, la pistola, ma sempre il coltello) e le storie della malavita italiana potevano esercitare nel Nuovo Mondo. Nel frattempo Gastone aveva cominciato la sua collaborazione nel mondo del cinema muto, che lo avrebbe portato nel giro di una decina d'anni a partecipare a circa una trentina di film, alcuni dei quali diretti da lui stesso.
Nel 1918 allestì la garbata Commedia de Rugantino e quindi il Meo Patacca di Augusto Jandolo. Il 15 dicembre 1923, al Teatro Morgana di Roma la Compagnia di Monaldi diede la prima rappresentazione in italiano del Berretto a sonagli di Luigi Pirandello. La sua popolarità era tale che il 22 luglio 1927 Mussolini gli inviò una lettera per ammonirlo ad adoperare nel modo opportuno quel grande strumento comunicativo e di propaganda che individuava nel teatro. Molti testi delle sue opere si trovano conservati presso la Biblioteca e museo teatrale del Burcardo.
È il padre dell'attrice Gisella Monaldi.
A Monaldi è intitolata una via di Roma presso l'EUR.